# 쿠마라 다투세나
쿠마라 다투세나(싱할라어: කුමාර ධාතුසේන, 485년 ~ 524년 2월 9일)는 아누라다푸라 왕국 모리야 왕조의 제4대 군주였다.

## 생애
모갈라나 1세 군주의 슬하 2남 4녀(6남매) 중 다섯째이자 서자로 태어났다. 부왕이기도 한 아누라다푸라의 모갈라나는 아누라다푸라 명문가 출신의 본부인 1명(훗날 왕비)과 남인도 대륙 촐라 왕국 타밀나두 지역 탄자부르 평민가 출신의 측실 1명(훗날 후궁)을 거느리고 있었는데 모갈라나는 아누라다푸라인 왕비(본부인)와 사이에는 슬하 3녀가 있었음과 아울러 촐라인 출신의 후궁(측실)과 사이에는 슬하 2남 1녀가 있었으며 바로 이 촐라인 후궁과 사이에서 출생한 서장자(첫째 서자)가 쿠마라 다투세나 왕자였다. 동복 누나와 동복 남동생이 있었던 쿠마라 다투세나 왕자는 502년에 17세 나이로 왕태자에 책봉되었으며 13년 후 515년에 아버지 모갈라나 1세 군주가 붕어하자 30세의 나이로 왕위에 등극하였다.
왕비 1명과 후궁 1명을 거느린 그는 슬하 1남 3녀(4남매)를 두었으며 후궁과 사이에서 얻은 1남 1녀 중 유일무이 서자인 키티세나를 즉위 3년차였던 518년에 왕태자(王太子)로 책봉한 그는 즉위한지도 9년이 지난 524년 2월 9일, 갑자기 홍역에 걸려 향년 39세로 붕어하였다.

## 같이 보기
- 스리랑카의 역사